# Postmedia News
Postmedia News est une agence de presse canadienne avec des correspondants au Canada, en Europe et aux États-Unis et fait partie de la chaîne de journaux du Canada détenue par Postmedia Network Inc.

## Historique
Le service de journaux « Southam Inc » est créé en 1904 par William Southam. Il avait été un camelot pour le London Free Press, et en 1867, il en devient copropriétaire. Il achète et transforme le Hamilton Spectator en 1877, alors en faillite. En 1897, il achète de nombreux autres journaux, y compris le Calgary Herald, l'Edmonton Journal, le Ottawa Citizen, The Province de Vancouver et plusieurs autres. Le Winnipeg Tribune était aussi un journal appartenant à Southam jusqu'à sa fermeture le 27 août 1980. 
Le groupe Southam Newspapers est vendu à Hollinger Inc. en 1996. Sous le contrôle Hollinger, Southam fait de nombreuses acquisitions, y compris bon nombre des médias imprimés canadiens de Thomson Newspapers. Le 15 novembre 2000, une scission de la société Southam Newspapers avec les parts de la presse écrite, puis le nom Southam Newspapers est vendue à Canwest. 
Canwest examine la possibilité d'intégrer un grand nombre de ses petits journaux du marché mondial dans sa division de nouvelles télévisées ; ce qui n'a pas été possible. Le 9 août 2002, Canwest vend beaucoup de ses petits journaux à une multitude de nouveaux propriétaires, y compris Torstar, Transcontinental média et Osprey Media. En 2003, Southam Newspapers est entièrement absorbé dans Canwest et devint Canwest News Service. Canwest News Service commence ses activités à Winnipeg le 12 février 2003, puis déménage ses opérations à Ottawa en avril de 2007. 
En juillet 2010, la division d'édition de Canwest est cédée à une nouvelle société, Postmedia Network (la division de la radiodiffusion de cette dernière est vendue à Shaw Media), dirigée par le PDG du National Post, Paul Godfrey à la suite de la faillite, par la suite le service devient Postmedia News.